# NGC 4155
NGC 4155 este o radiogalaxie situată în constelația Părul Berenicei. A fost descoperită în 6 aprilie 1885 de către Lewis A. Swift.